# Nablus
Nablus (tiếng Ả Rập: نابلس Nāblus [næːblʊs] ⓘ, tiếng Hebrew: שכם Šəḵem, Kinh thánh Shechem ISO 259-3 Škem, tiếng Hy Lạp: Νεάπολις Νeapolis) là một thành phố phía bắc Bờ Tây, khoảng 49 km về phía bắc Jerusalem, với dân số 126,132 người. Tọa lạc giữa ngọn núi Ebal và núi Gerizim, là thủ phủ của khu tự trị Nablus và là trung tâm thương mại, văn hóa của người dân Palestine, đại học quốc gia An-Najah nằm tại thành phố này.
Được thành lập bởi hoàng đế La Mã Vepasian năm 72 sau công nguyên, Nablus đã bị cai trị bởi nhiều đế chế trong suốt 2000..

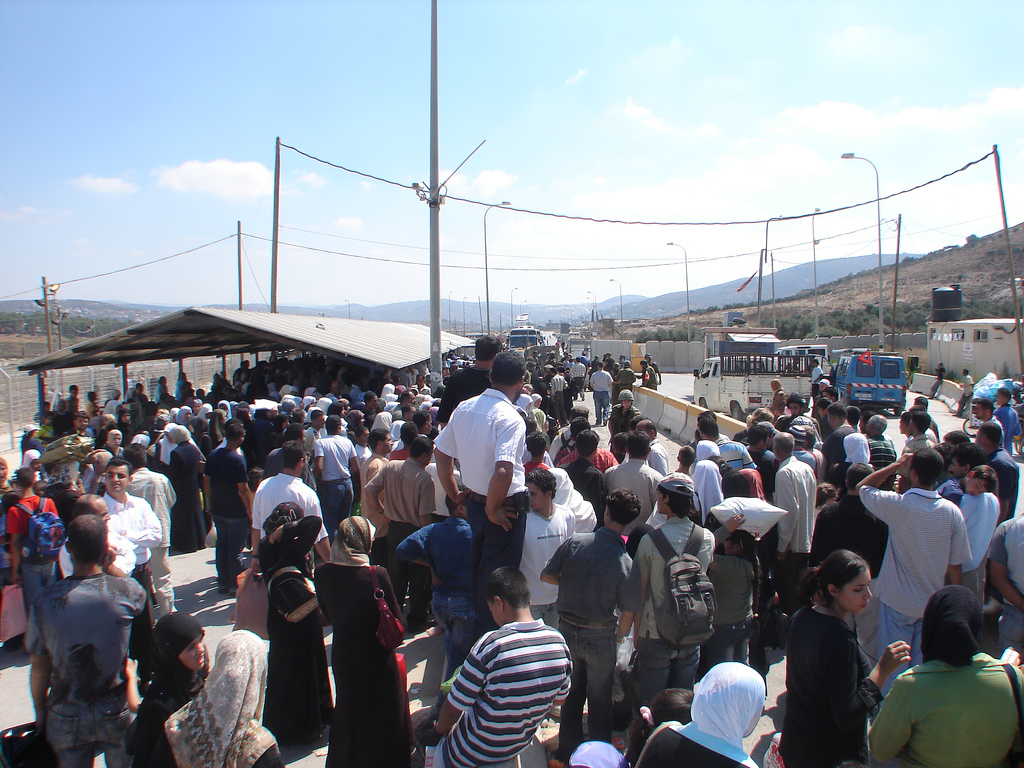
2006

## Địa lý

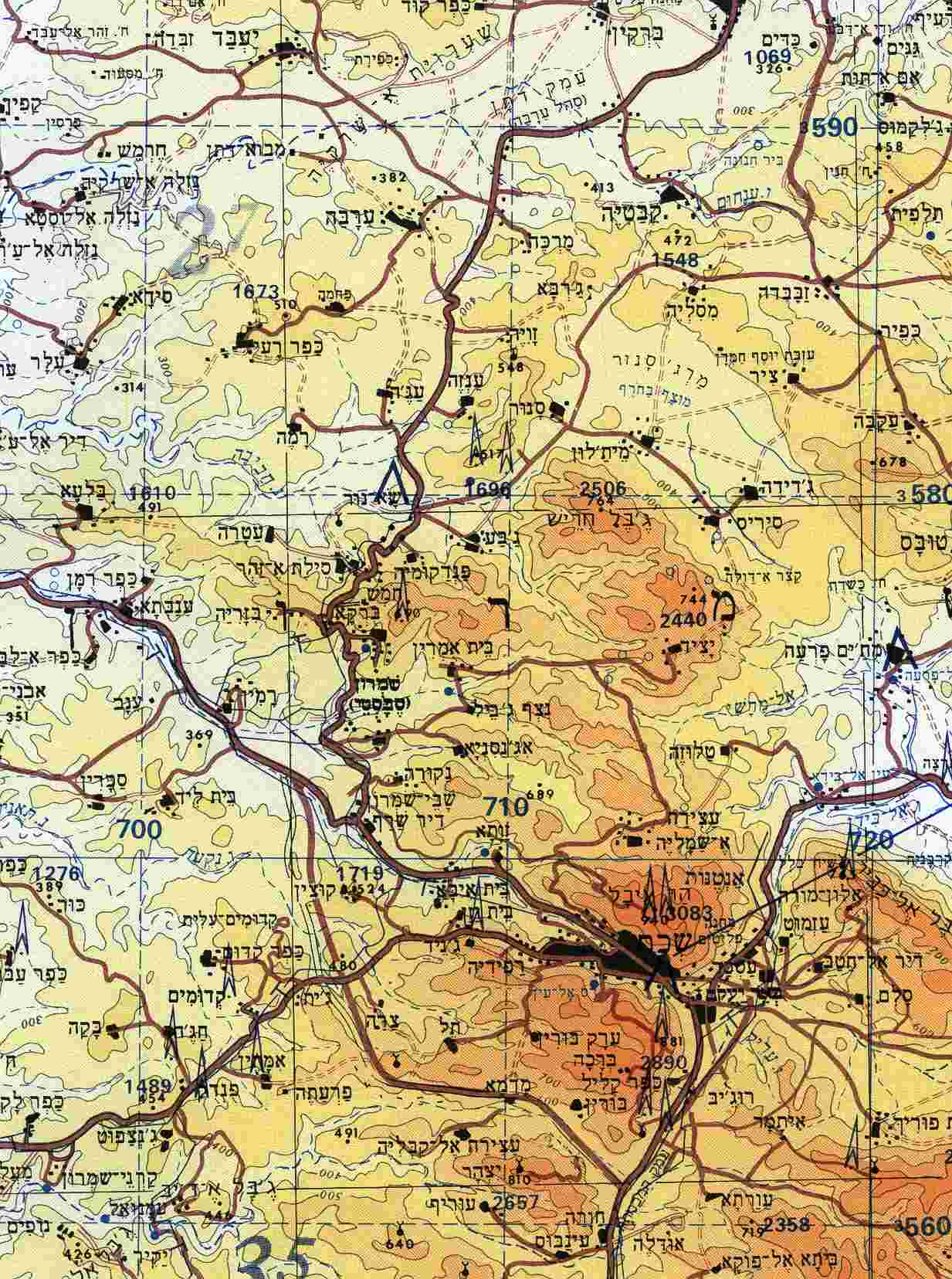
Một phần bản đồ địa hình Nablus

Thành phố nằm  ở độ cao 550 m trên mực nước biển, nằm tại một thung lũng hẹp giữa 2 dãy núi,núi Ebal nằm tại phía bắc, có độ cao 940m, núi Gerizim nằm phía nam và cao 881 m.
Nablus tọa lạc cách Tel Aviv 42 km về phía đông, cách 110 km về phía tây Amman, Jordan và 63 km phía bắc Jerusalem. Nằm gần các thành phố, thị trấn khác như  Huwara và Aqraba về phía nam, Beit Furik về phía bắc, Tammun về phía đông bắc, Asira ash-Shamaliya về phía bắc và Kafr Qaddum , Tell về phía tây.

### Khí hậu
Khí hậu ôn đới Địa Trung Hải, mùa hè nóng và khô, mùa đông có mưa. Tháng nóng nhất là tháng 7,8 với nhiệt độ trung bình là 29,6 độ C. Tháng lạnh nhất là tháng 1 với nhiệt đọ thường là 6,2 độ C. Mưa thường xuyên từ tháng 10 đến tháng 3, lượng mưa xấp xỉ 656mm.

## Quan hệ quốc tế

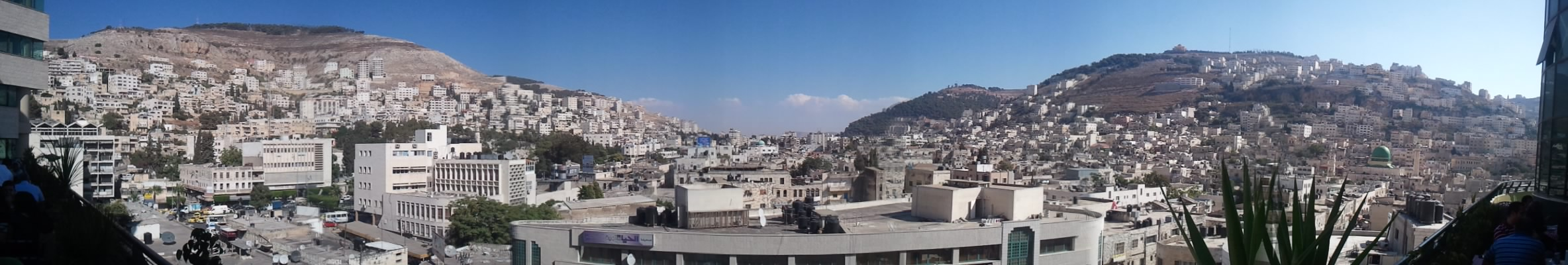
Ảnh panorama phía đông Nablus và ngon Ebal phía bên trái

## Nhân khẩu học

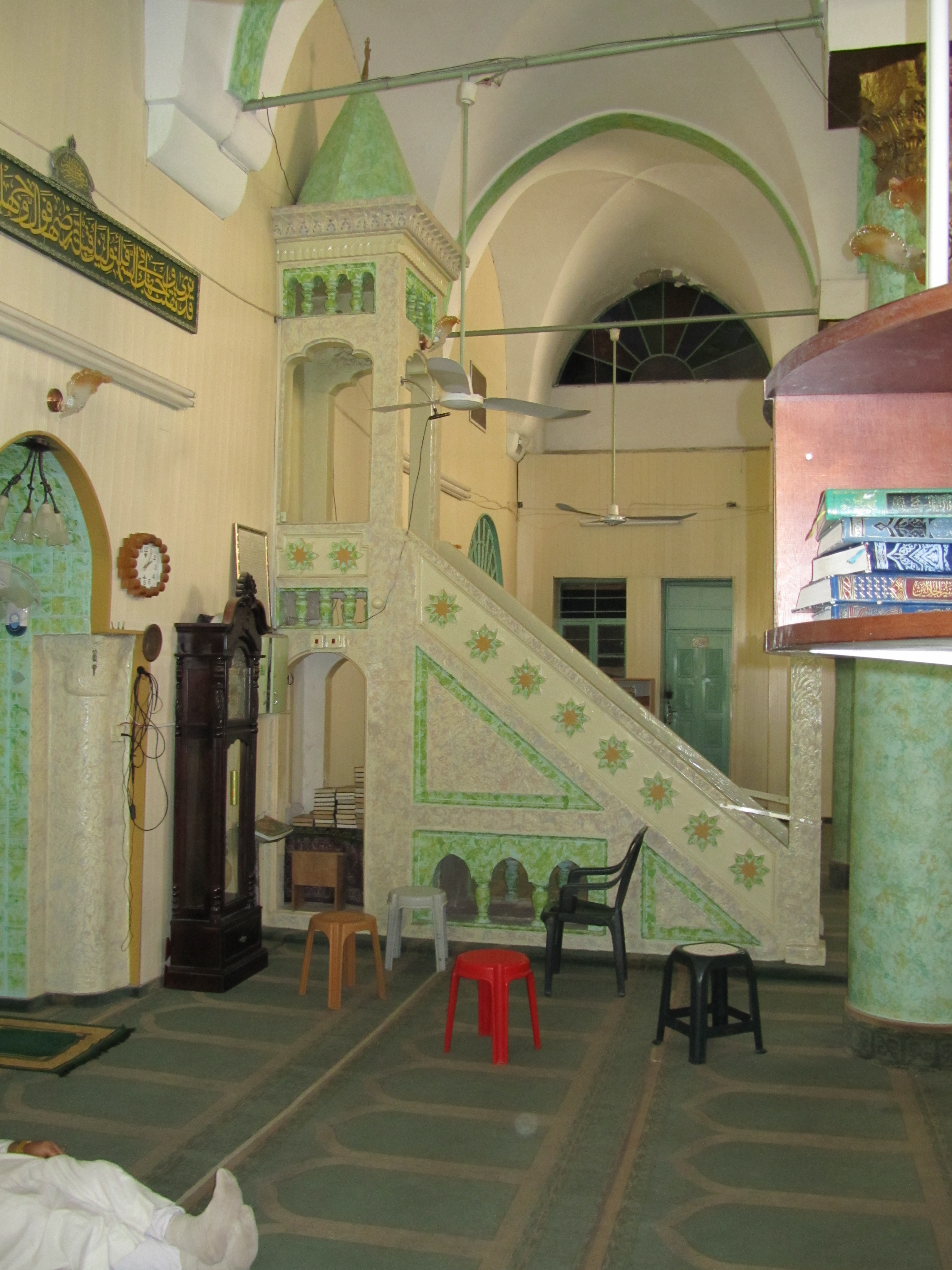
Sảnh cầu nguyện nhà thờ Hồi giáo Hanbali

| Năm  | Dân số  |
| ---- | ------- |
| 1596 | 4,300   |
| 1849 | 20,000  |
| 1860 | 15,000  |
| 1922 | 15,947  |
| 1931 | 17,498  |
| 1945 | 23,250  |
| 1961 | 45,773  |
| 1987 | 93,000  |
| 1997 | 100,034 |
| 2007 | 126,132 |
| 2014 | 146,493 |

### Tài liêu tham khảo
- Abujidi, Nurhan (2014). Urbicide in Palestine: Spaces of Oppression and Resilience. Routledge. ISBN 9781317818847.
- Doumani, Beshara (1995). "Rediscovering Palestine, Merchants and Peasants in Jabal Nablus, 1700–1900". University of California Press. Truy cập ngày 24 tháng 4 năm 2008. {{Chú thích tạp chí}}: Chú thích magazine cần |magazine= (trợ giúp)
- Kim Lee, Risha (2003). Let's Go 2003: Israel and the Palestinian territories. Macmillan. ISBN 978-0-312-30580-2.
- Le Strange, Guy (1890). "Palestine under the Moslems". {{Chú thích tạp chí}}: Chú thích magazine cần |magazine= (trợ giúp)
- Muqaddasi (1886) [k. 985]. Description of Syria, Including Palestine. Guy Le Strange. London: Palestine Pilgrims' Text Society.
- Negev, Avraham; Gibson, Shimon (2005). Archaeological Encyclopedia of the Holy Land. Continuum International Publishing Group. ISBN 9780826485717.
- Hütteroth, Wolf-Dieter; Abdulfattah, Kamal (1977). "Historical Geography of Palestine, Transjordan and Southern Syria in the Late 16th Century. Erlanger Geographische Arbeiten, Sonderband". Erlangen, Germany: Vorstand der Fränkischen Geographischen Gesellschaft. {{Chú thích tạp chí}}: Chú thích magazine cần |magazine= (trợ giúp)